# Campionati mondiali di canoa/kayak slalom 2009
I XXXII Campionati mondiali di canoa/kayak si slalom si sono svolti a La Seu d'Urgell (Spagna) dal 9 al 13 settembre 2009.
Hanno partecipato oltre 300 atleti provenienti da 55 nazioni, tra le quali Uganda e Nepal, alla loro prima partecipazione.

## Podi

### Uomini
| Evento        | Oro | Perform. | Argento                                                                                            | Perform. | Bronzo | Perform. |
| Canoa         | |          | |          | |          |
| C-1           | Francia Tony Estanguet                                                                                       | 96.21    | Slovacchia Michal Martikán                                                                         | 98.76    | Germania Jan Benzien                                                                                           | 99.60    |
| C-1 a squadre | Slovacchia Alexander Slafovsky Michal Martikán Matej Beňuš                                                   | 100.84   | Francia Nicolas Peschier Denis Gargaud Chanut Tony Estanguet                                       | 103.77   | Spagna Jordi Domenjo Jon Ergüín Ander Elosegi                                                                  | 106.68   |
| C-2           | Slovacchia Pavol Hochschorner Peter Hochschorner                                                             | 105.70   | Slovacchia Ladislav Škantár Peter Škantár                                                          | 105.84   | Slovenia Luka Bozic Saso Taljat                                                                                | 107.37   |
| C-2 a squadre | Slovacchia Pavol Hochschorner & Peter Hochschorner Ladislav Škantár & Peter Škantár Tomas Kucera & Jan Batik | 113.51   | Germania David Schroeder & Frank Henze Marcus Becker & Stefan Henze Robert Behling & Thomas Becker | 116.97   | Gran Bretagna Timothy Baillie & Etienne Stott David Florence & Richard Hounslow Daniel Goddard & Colin Radmore | 117.20   |
| Kayak         | |          | |          | |          |
| K-1           | Slovacchia Peter Kauzer                                                                                      | 92.84    | Francia Boris Neveu                                                                                | 94.89    | Spagna Carles Juanmarti                                                                                        | 95.89    |
| K-1 a squadre | Rep. Ceca Vavřinec Hradilek Ivan Pisvejc Michal Buchtel                                                      | 98.17    | Gran Bretagna Campbell Walsh Huw Swetnam Richard Hounslow                                          | 99.46    | Spagna Joan Crespo Guillermo Diez Canedo Carles Juanmarti                                                      | 100.62   |

### Donne
| Evento        | Oro                                                           | Perform. | Argento                                                    | Perform. | Bronzo                                                  | Perform. |
| Kayak         |                                                               |          |                                                            |          |                                                         |          |
| K-1           | Germania Jasmin Schornberg                                    | 106.75   | Spagna Maialen Chourraut                                   | 107.96   | Gran Bretagna Elizabeth Neave                           | 109.84   |
| K-1 a squadre | Gran Bretagna Elizabeth Neave Louise Donington Laura Blakeman | 112.79   | Slovacchia Jana Dukatova Elena Kaliská Gabriela Stacherova | 118.14   | Germania Jasmin Schornberg Claudia Baer Jacqueline Horn | 119.84   |

## Evento dimostrativo
20 atlete provenienti da 12 nazioni hanno partecipato alla gara dimostrativa del C-1 femminile, che diventerà gara ufficiale a partire dall'edizione successiva di Tacen.
| Evento | Oro                     | Perform. | Argento                    | Perform. | Bronzo                | Perform. |
| C-1    | Australia Leanne Guinea | 137.80   | Australia Rosalyn Lawrence | 143.10   | Australia Jessica Fox | 145.41   |

## Medagliere
| Posizione | Paese         | Oro | Argento | Bronzo | Totale |
| --------- | ------------- | --- | ------- | ------ | ------ |
| 1         | Slovacchia    | 3   | 3       | 0      | 6      |
| 2         | Francia       | 1   | 2       | 0      | 3      |
| 3         | Gran Bretagna | 1   | 1       | 2      | 4      |
| 3         | Germania      | 1   | 1       | 2      | 4      |
| 5         | Slovenia      | 1   | 0       | 1      | 2      |
| 6         | Rep. Ceca     | 1   | 0       | 0      | 1      |
| 7         | Spagna        | 0   | 1       | 3      | 4      |
| Totale    | Totale        | 8   | 8       | 8      | 24     |